# Globo de Ouro de melhor minissérie ou telefilme
Esta é uma lista das minisséries e filmes para televisão premiados com o Globo de Ouro para Melhor Minissérie ou Filme para televisão (no original em inglês, Golden Globe Award for Best Miniseries or Television Film).

## Vencedores e nomeados/indicados

### Anos 1970
Best Television Film

1971: The Snow Goose
- Brian's Song
- Duel
- The Homecoming: A Christmas Story
- The Last Child

1972: That Certain Summer
- Footsteps
- The Glass House
- Kung Fu
- A War of Children

### Anos 1980
Best Miniseries or Television Film

1980: The Shadow Box
- The Diary of Anne Frank
- The Ordeal of Dr. Mudd
- Playing for Time
- A Tale of Two Cities

1981: (two winners;)

Bill

East of Eden
- Masada
- A Long Way Home
- Murder in Texas

1982: Brideshead Revisited
- Eleanor, First Lady of the World
- In the Custody of Strangers
- Two of a Kind
- A Woman Called Golda

1983: The Thorn Birds
- Heart of Steel
- Kennedy
- Who Will Love My Children?
- The Winds of War

1984: Something About Amelia
- The Burning Bed
- The Dollmaker
- Sakharov
- A Streetcar Named Desire

1985: The Jewel in the Crown
- Amos
- Death of a Salesman
- Do You Remember Love?
- An Early Frost

1986: Promise
- Anastasia: The Mystery of Anna
- Christmas Eve
- Nobody's Child
- Peter the Great
- Unnatural Causes

1987: (2 vencedores;)
Escape from Sobibor
Poor Little Rich Girl: The Barbara Hutton Story
- After the Promise
- Echoes in the Darkness
- Foxfire

1988: War and Remembrance
- Hemingway
- Jack the Ripper
- The Murder of Mary Phagan
- The Tenth Man

1989: Lonesome Dove
- I Know My First Name is Steven
- My Name is Bill W.
- Roe v. Wade
- Small Sacrifices

### Anos 1990
1990: Decoration Day
- Caroline?
- Family of Spies
- The Kennedys of Massachusetts
- The Phantom of the Opera

1991: One Against the Wind
- In a Child's Name
- The Josephine Baker Story
- Sarah, Plain and Tall
- Separate But Equal

1992: Sinatra
- Citizen Cohn
- Jewels
- Miss Rose White
- Stalin

1993: Barbarians at the Gate
- And the Band Played On
- Columbo: It's All in the Game
- Gypsy (1993)
- Heidi

1994: The Burning Season
- Fatherland
- The Return of the Native
- Roswell
- White Mile

1995: Indictment: The McMartin Trial
- Citizen X
- The Heidi Chronicles
- Serving in Silence: The Margarethe Cammermeyer Story
- Truman

1996: Rasputin: Dark Servant of Destiny
- Crime of the Century
- Gotti
- Hidden in America
- If These Walls Could Talk
- Losing Chase

1997: George Wallace
- 12 Angry Men (1997)
- Don King: Only in America
- Miss Evers' Boys
- The Odyssey

1998: From the Earth to the Moon
- The Baby Dance
- Gia
- Merlin
- The Temptations

1999: RKO 281
- Dash and Lilly
- Introducing Dorothy Dandridge
- Joan of Arc
- Witness Protection

### Anos 2000
| 2000: Dirty Pictures - FFail Safe - For Love or Country: The Arturo Sandoval Story - Nuremberg - On the Beach 2001: Band of Brothers - Anne Frank: The Whole Story - Conspiracy - Life with Judy Garland: Me and My Shadows - Wit 2002: The Gathering Storm - LLive from Baghdad - Path to War - Shackleton - Taken 2003: Angels in America - My House in Umbria - Normal - Soldier's Girl - The Roman Spring of Mrs. Stone 2004: The Life and Death of Peter Sellers - American Family: Journey of Dreams - Iron Jawed Angels - The Lion in Winter - Something the Lord Made | 2005: Empire Falls - Into the West - Lackawanna Blues - Sleeper Cell - Viva Blackpool - Warm Springs 2006: Elizabeth I - Bleak House - Broken Trail - Mrs. Harris - Prime Suspect: The Final Act 2007: Longford - Bury My Heart at Wounded Knee - The Company - Five Days - The State Within 2008: John Adams - Bernard and Doris - Cranford - A Raisin in the Sun - Recount 2009: Grey Gardens - Georgia O'Keeffe - Into the Storm - Little Dorrit - Taking Chance |

### Anos 2010
| 2010: Carlos - The Pacific - The Pillars of the Earth - Temple Grandin - You Don't Know Jack 2011: Downton Abbey - Cinema Verite - The Hour - Mildred Pierce - Too Big to Fail 2012: Game Change - The Girl - Hatfields & McCoys - The Hour - Political Animals 2013: Behind the Candelabra - American Horror Story: Coven - Dancing on the Edge - Top of the Lake - The White Queen 2014: Fargo - The Missing - The Normal Heart - Olive Kitteridge - True Detective | 2015: Wolf Hall - American Crime - American Horror Story: Hotel - Fargo - Flesh & Bone 2016: The People v. O.J. Simpson: American Crime Story (FX) - American Crime - The Dresser - The Night Manager - The Night Of 2017: Big Little Lies (HBO) - Fargo - Feud: Bette and Joan - The Sinner - Top of the Lake: China Girl 2018: The Assassination of Gianni Versace: American Crime Story (FX) - Sharp Objects (HBO) - Escape at Dannemora (Showtime) - The Alienist (TNT) - A Very English Scandal (Amazon Video) 2019: Chernobyl (HBO) - Catch-22 (Hulu) - Fosse/Verdon (FX) - The Loudest Voice (Showtime) - Unbelievable (Netflix) |

### Anos 2020
2020: The Queen's Gambit (Netflix)
- The Undoing (HBO)
- Unorthodox (Netflix)
- Small Axe (Amazon Prime Video/BBC)
- Normal People (Hulu/BBC)

2021: The Underground Railroad (Prime Video)
- Impeachment: American Crime Story (FX)
- Mare of Easttown (HBO)
- Dopesick (Hulu)
- Maid (Netflix)

2022: The White Lotus (HBO)
- Black Bird (Apple TV+)
- Dahmer – Monster: The Jeffrey Dahmer Story (Netflix)
- The Dropout (Hulu)
- Pam & Tommy (Hulu)

2023: Beef (Netflix)
- All the Light We Cannot See (Netflix)
- Daisy Jones & The Six (Prime Video)
- Fargo (FX)
- Fellow Travelers (Showtime)
- Lessons in Chemistry (Apple TV+)

2024: Baby Reindeer (Netflix)
- Monsters: The Lyle and Erik Menendez Story (Netflix)
- Ripley (Netflix)
- The Penguin (HBO)
- True Detective: Night Country (HBO)
- Disclaimer (Apple TV+)